# Borough de Freehold
La ville de Freehold est le siège du comté de Monmouth, situé au centre de l'État du New Jersey aux États-Unis. Au recensement de 2010, elle compte 12 052 habitants.

## Géographie
Dans le système administratif du New Jersey, Freehold constitue un borough.
La ville de Freehold occupe un territoire qui s'étend sur à peine plus de 5 km2. Située au cœur du comté de Monmouth, elle se trouve à 65 kilomètres au sud de New York et à près de 100 kilomètres au nord-est de Philadelphie. La plage très fréquentée d'Asbury Park sur la côte Atlantique ne se situe qu'à une trentaine de kilomètres à l'est.

## Démographie
D'après les chiffres du recensement de 2010, la ville compte 12 052 habitants répartis en 4 006 foyers et 2 660 familles. La répartition ethnique se fait pour l'essentiel entre Blancs à 65,7 % et Noirs à 12,6 % ; par ailleurs, 42,9 % des habitants se déclarent hispaniques ou latinos.
Pour la période 2006-2010, 11,4 % des habitants (7,8 % des familles) se situent sous le seuil de pauvreté.

## Histoire
Le nom précédent de Freehold était Monmouth Courthouse. En 1714, John Reid, le premier topographe officiel (Surveyor General) de la région d'East Jersey, veut que le siège du comté soit implanté dans le township de Freehold et accepte de céder les terres nécessaires à un très bon prix ; en retour, il stipule dans le contrat que si cette terre cessait d'être utilisée comme siège du comté, la propriété reviendrait entre les mains de la famille Reid. Des descendants directs de John Reid résident encore aujourd'hui à Freehold.
Freehold joue un rôle peu connu mais important dans l'histoire de la bicyclette. Le champion cycliste Arthur-Augustus Zimmerman habite dans la ville au moment de sa carrière de coureur des années 1880 et 1890, et de 1896 à 1899 il dirige la société Zimmerman Bicyle Co. : les bicyclettes qui y sont produites sont connues sous le nom de « Zimmy ». On trouve aujourd'hui un musée de la bicyclette à Freehold, où l'on peut voir la seule « Zimmy » restante.

## Personnalités liées à la ville
- Bruce Springsteen, musicien de rock né en 1949, a été élevé dans le borough de Freehold. Cette ville constitue le thème de sa chanson My Hometown, tirée de l'album Born in the U.S.A. et qui décrit les tensions économiques et raciales des années 1960. Les paroles évoquent ainsi « the textile mill being closed » (« l'usine textile qu'on ferme »), ce qui renvoie à l'usine de moquette A & M Karagheusian à l'intersection des rues Center et Jackson. Springsteen a aussi parfois chanté en concert la chanson In Freehold qui parle de sa ville.
- Amanda Anisimova (2001), joueuse de tennis